# Kućan Marof
Kućan Marof is een plaats in de gemeente Varaždin in de Kroatische provincie Varaždin. De plaats telt 1329 inwoners (2001).